# Лежница
Лежница (укр. Лежниця) — село в Поромовской сельской общине Владимирского района Волынской области Украины.
До 2020 года входило в Иваничевский район.
Код КОАТУУ — 0721184402. Население по переписи 2001 года составляет 443 человека. Почтовый индекс — 45311. Телефонный код — 3372. Занимает площадь 5,8 км².